# Tortellinis
Els Tortellinis són un grup de música pop rock en català de Tortellà. Els seus components tenen entre 16 i 19 d'anys. Van començar el 2008 per quatre amics de tan sols 10 i 11 anys. Varen tenir un canvi de baixista, afegir una secció de vents, formada per un trompeta, un trombó i un saxo; i una veu femenina. Amb tants de canvis varen decidir gravar una maqueta anomenada Deixa'm Dir-te, que consta de 6 temes. El 2016 presenten el seu primer treball discogràfic: En un Racó del Món (RGB Suports). L'estil que diuen que els defineix és el mestissatge, una mescla festiva de rumba, reggae i ska. Diuen que la seva música fa venir ganes de ballar, cantar i riure.

## Música[3]
- 2016: En un racó del món
- 2015 Deixa'm dir-te (maqueta)
- 2010 Carai Carai!